# فيمكا ماركوس
فيمكا ماركوس (بالهولندية: Femke Markus)‏ هي دراجة هولندية، ولدت في 17 نوفمبر 1996.

## وصلات خارجية
- فيمكا ماركوس على موقع الاتحاد الدولي للدراجات (الإنجليزية)
- فيمكا ماركوس على موقع أرشيف الدراجات (الإنجليزية)
- فيمكا ماركوس على موقع إحصائيات الدراجات الإحترافية (الإنجليزية)
- فيمكا ماركوس على موقع نسبة الدراجات (الإنجليزية)
- فيمكا ماركوس على موقع SpeedSkatingNews.info (الإنجليزية)
- فيمكا ماركوس على موقع SpeedSkatingStats.com (الإنجليزية)